# Grand Army Plaza (Manhattan)
Der Grand Army Plaza ist ein Platz an der südöstlichen Ecke des Central Park in Manhattan in New York City, USA. Er wurde zu Ehren der Grand Army of the Potomac aus dem Amerikanischen Bürgerkrieg benannt. Der Platz zählt zu den Touristenattraktionen der Stadt.

## Lage
Der Platz befindet sich in Midtown Manhattan in exklusiver Lage und wird von der 60th Street im Norden, der Fifth Avenue im Osten und der 58th Street im Süden begrenzt. Die im Platzbereich von West nach Ost führende 59th Street teilt den Grand Army Plaza in eine Nord- und eine Südhälfte. Anliegende Gebäude sind das Hotel The Sherry-Netherland und das General Motors Building im Osten, das Kaufhaus Bergdorf Goodman im Süden und westlich das bekannte Hotel The Plaza, das nach dem Platz benannt ist. Die gleichnamige Straße Grand Army Plaza trennt den Platz vom Central Park und von ihr zweigt der East Drive als ein Hauptzugang in den Park ab. In der Fifth Avenue im Bereich der 60th Street befinden sich Zugänge zur Station „5th Avenue/59th Street“ der New York City Subway. Hier verkehren auf der U-Bahn-Strecke BMT Broadway Line die Linien .

## Beschreibung
Bereits Ende des 19. Jahrhunderts gab es Überlegungen, den bereits vorhandenen Platz komplett neu zu gestalten. Ab 1911 geplant, wurde der Grand Army Plaza vom Beaux-Arts-Architekturbüro Carrère & Hastings entworfen und von 1915 bis 1916 erbaut. In den Jahren 1933–1935, 1985–1990 und 2013 erfuhr der Platz eine Renovierung. Am 23. Juli 1974 erklärte die Landmarks Preservation Commission den Platz zu einem malerischen Wahrzeichen von New York City.
Der rund 160 m lange und 60 m breite Platz ist mit mehreren symmetrisch angeordneten Rabatten gestaltet sowie am Nord- und Südende halbkreisförmig mit Bäumen bepflanzt. Den Mittelpunkt der nördlichen Hälfte des Platzes bildet auf einem Granitsockel die von Augustus Saint-Gaudens geschaffene Reiterstatue des Unions-Generals William Tecumseh Sherman, flankiert von einer Statue der griechischen Siegesgöttin Nike. Die bronzene und vergoldete Skulpturengruppe wurde bereits am 30. Mai 1903 an diesem Ort als Denkmal aufgestellt und bei der Neuanlage des Platzes integriert. Während der Platzrenovierung von 2013 fand eine Neuvergoldung der Statue von William Tecumseh Sherman statt.
Auf der Südhälfte steht ein vom Architekten Thomas Hastings (1860–1929) entworfener Renaissance-Brunnen, der mit der Statue der Göttin Pomona des Bildhauers Karl Bitter gekrönt ist. Er wurde mit 50.000 US-Dollar aus dem Nachlass des Verlegers Joseph Pulitzer (1847–1911) finanziert, der sich einen nach ihm benannten Gedenkbrunnen wünschte. Der im Mai 1916 eingeweihte Pulitzer-Brunnen wurde im Rahmen der Platzrenovierung von 1985 bis 1990 restauriert und besteht seitdem aus Granit. Der mehrschalige Brunnen ist von einer dreistufigen Wasserbeckenanlage mit Kaskaden umgeben und ist inklusive der Bronzeskulptur 6,7 Meter hoch. In den Wintermonaten ist der Brunnen mit winterlichen Motiven dekoriert.

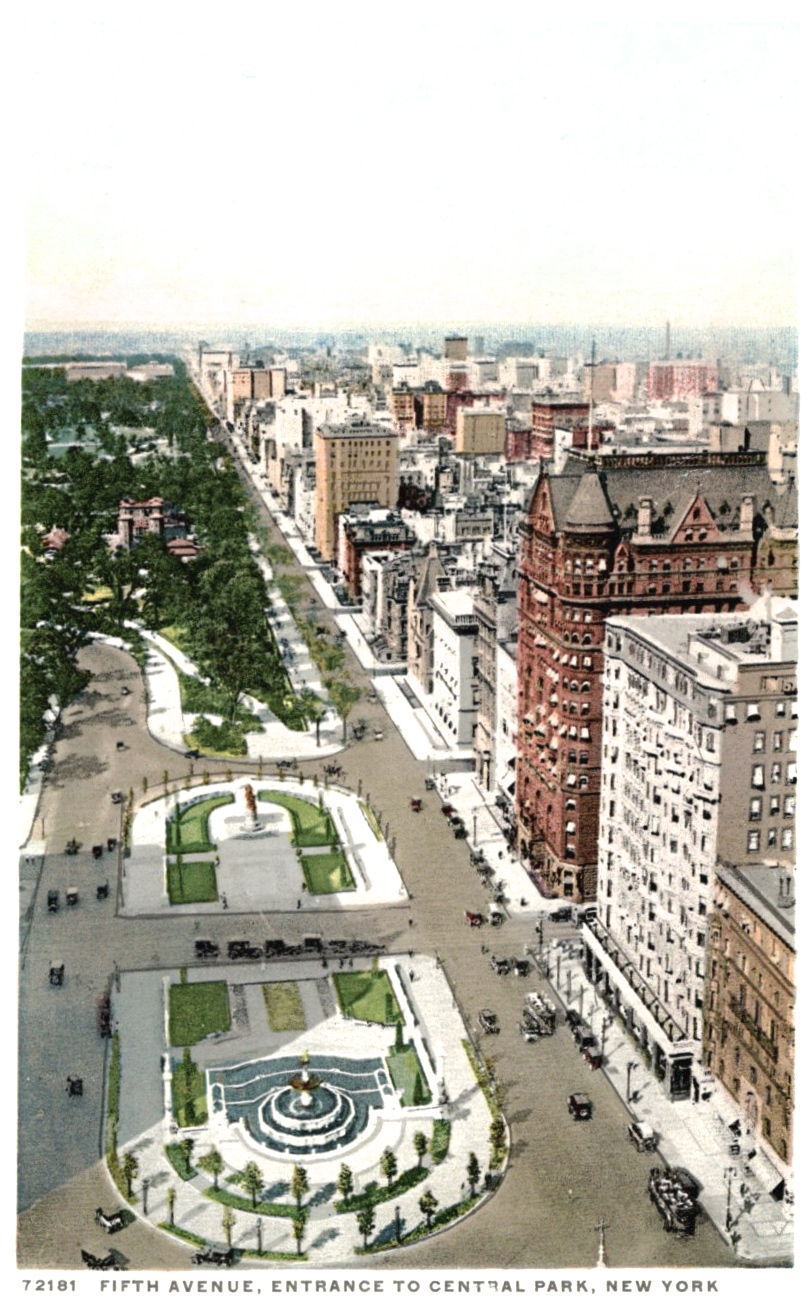
Blick auf den Platz um 1920
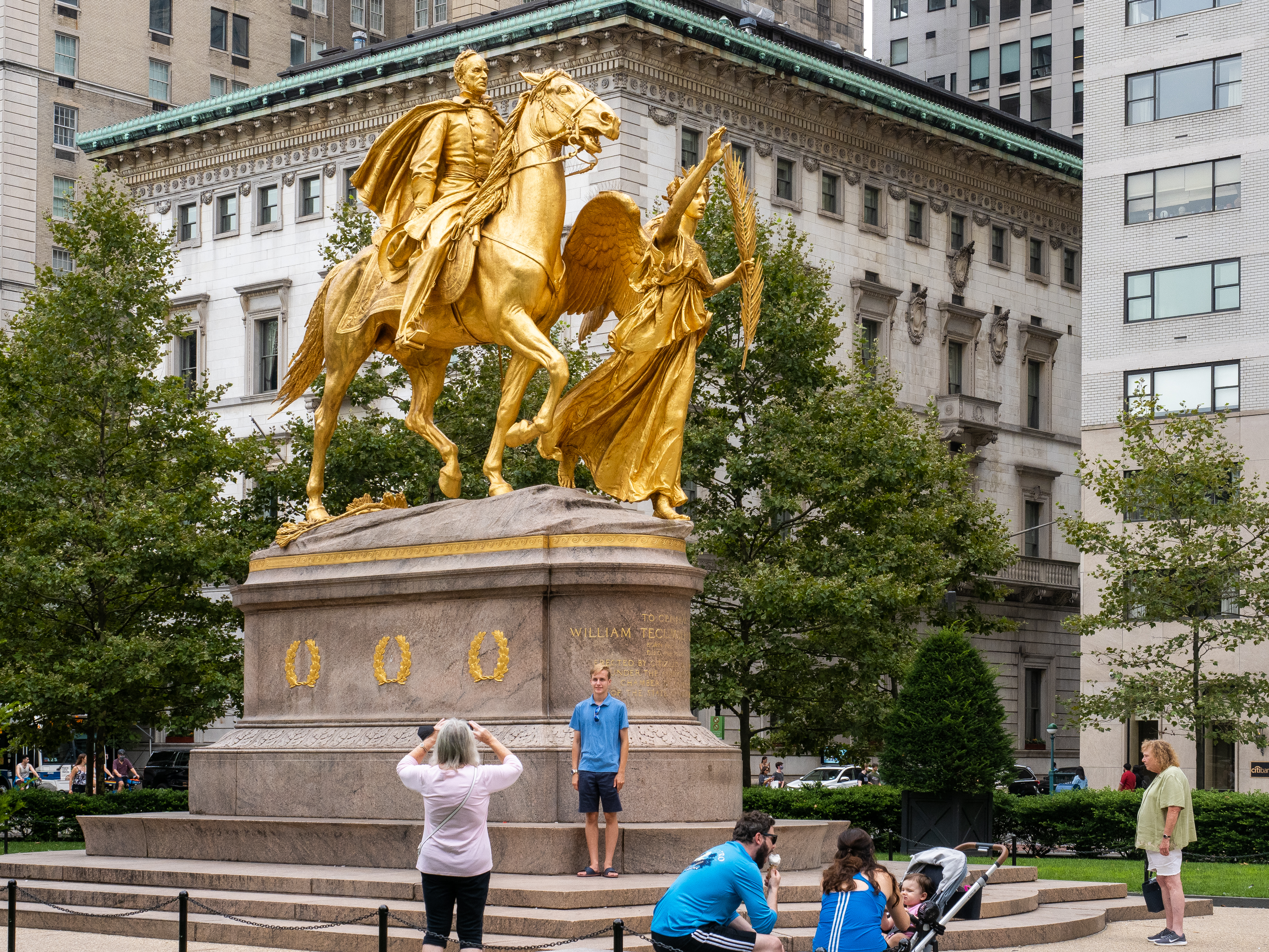
Die Reiterstatue William T. Sherman mit der Göttin Nike auf der Nordhälfte des Platzes
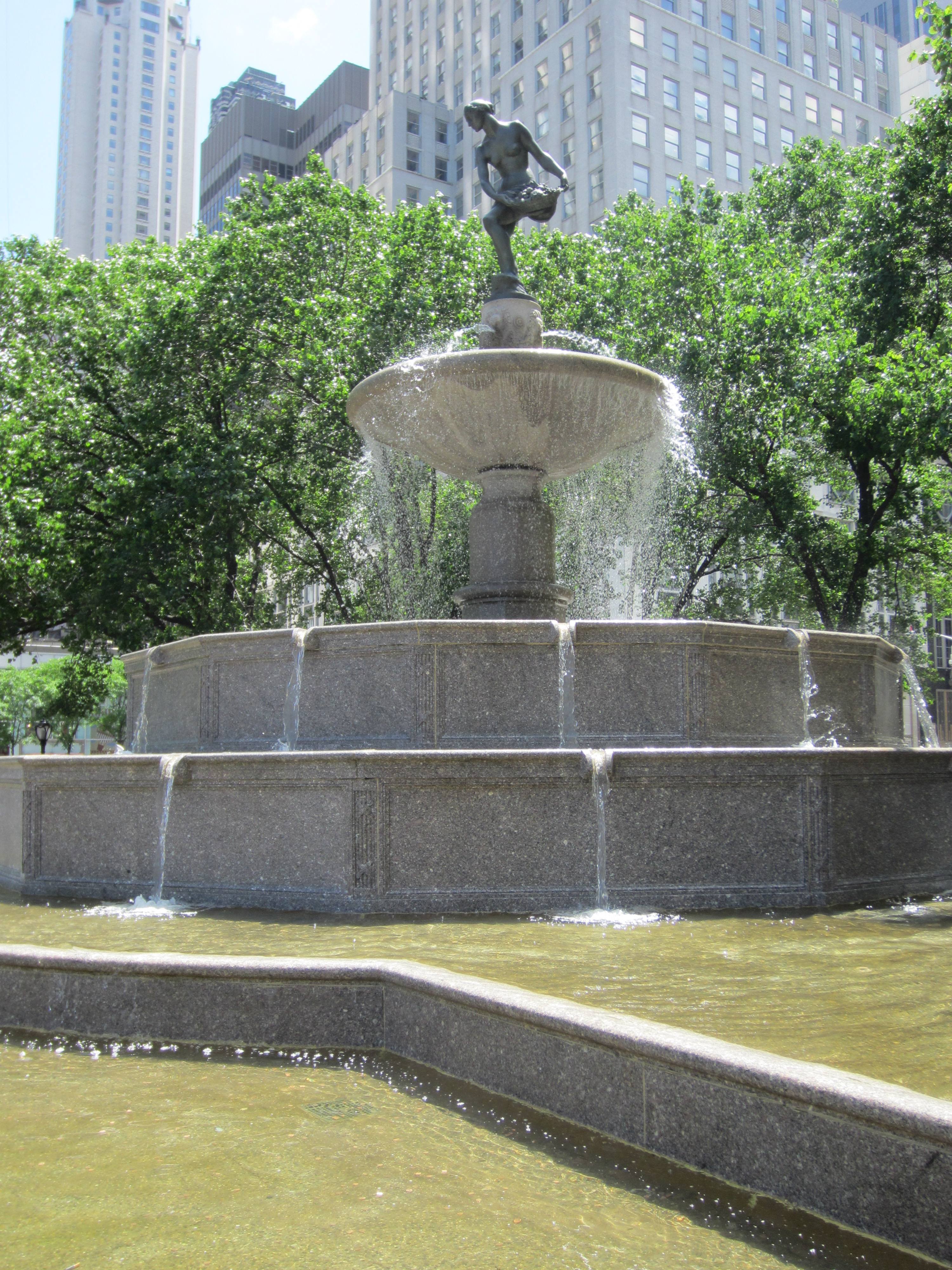
Der Pulitzer-Brunnen mit der römischen Göttin Pomona
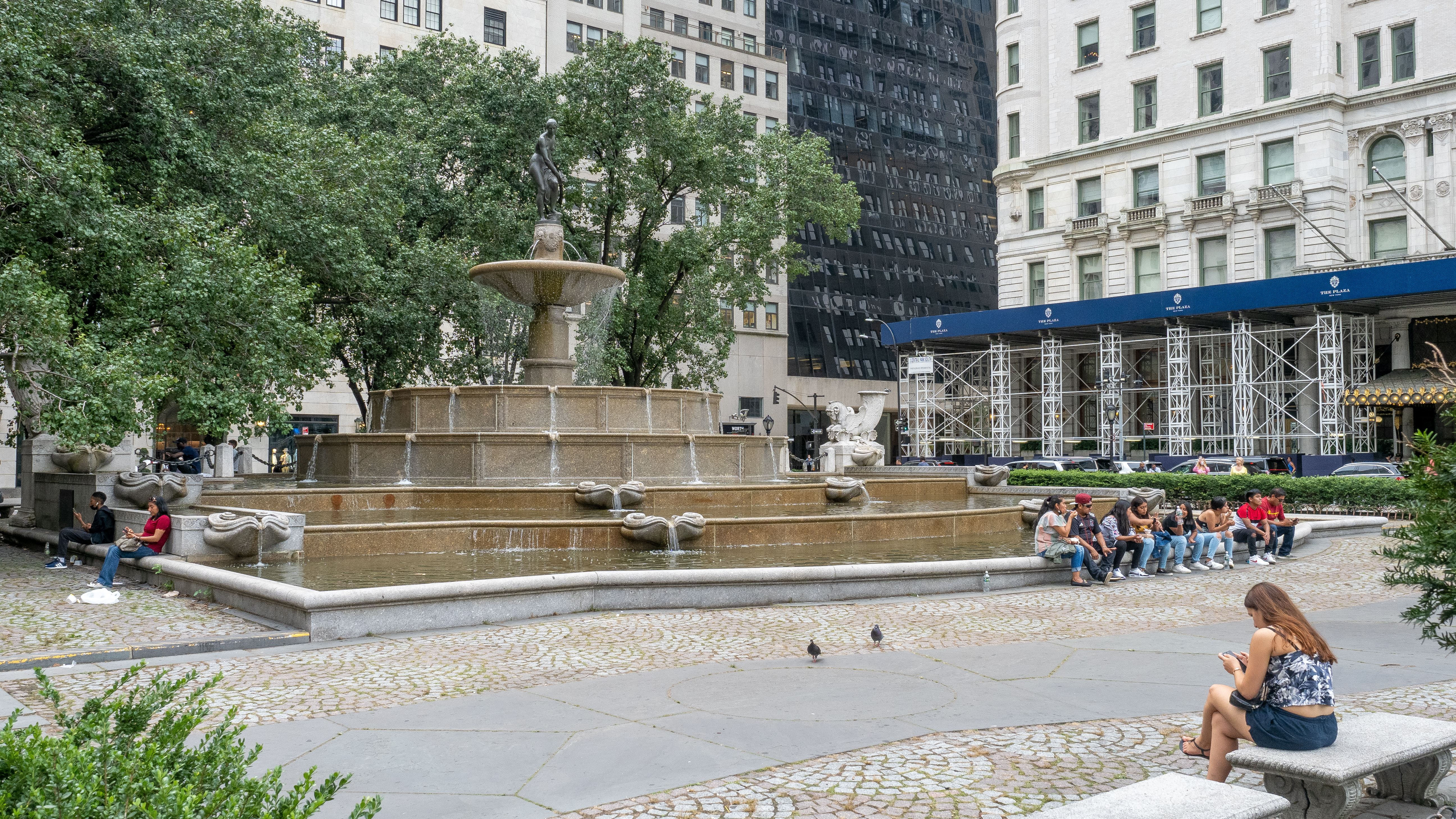
Die Südhälfte des Platzes mit dem Pulitzer-Brunnenanlage
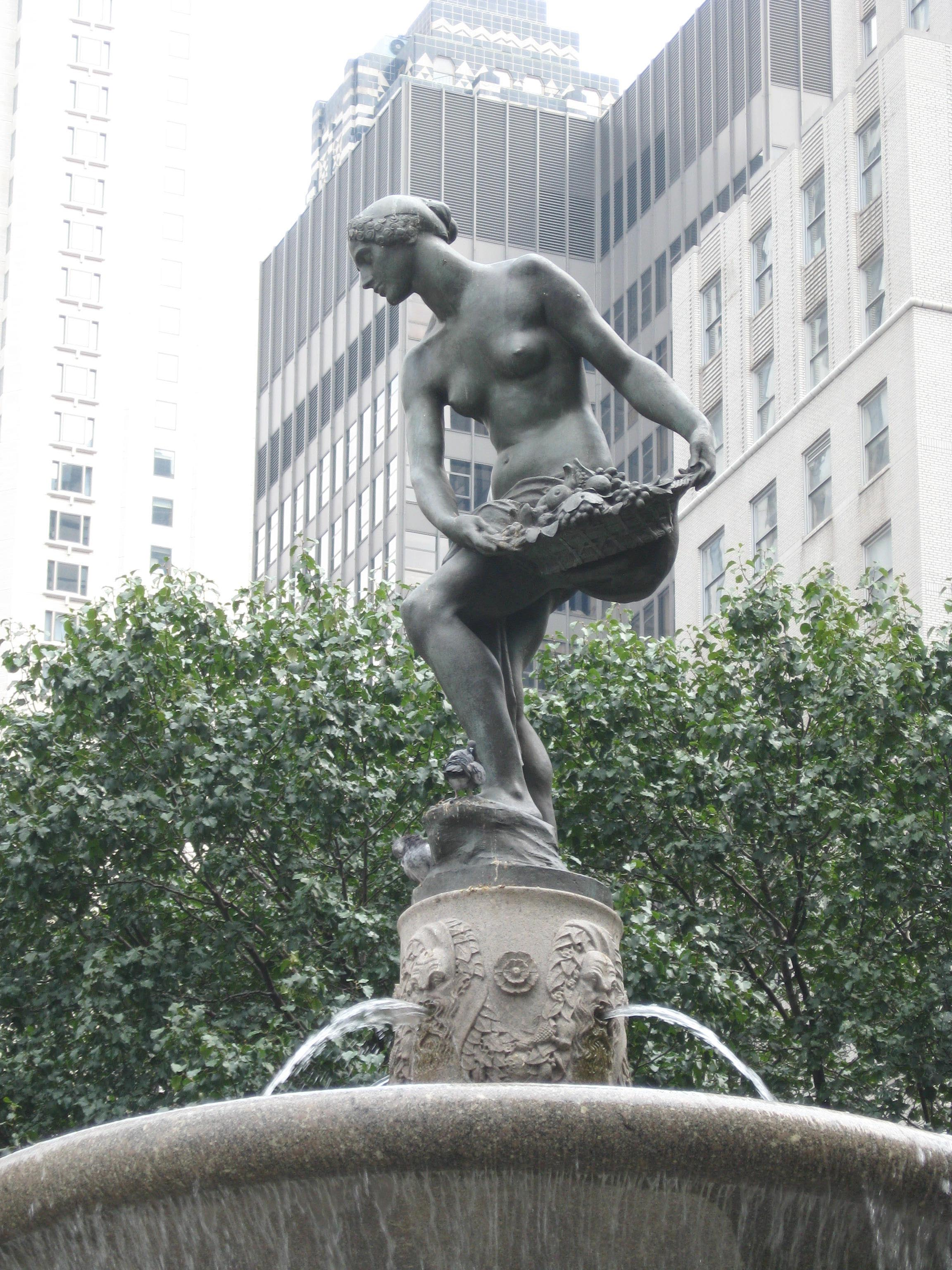
Die Bronzestatue Pomona